# Comac C919

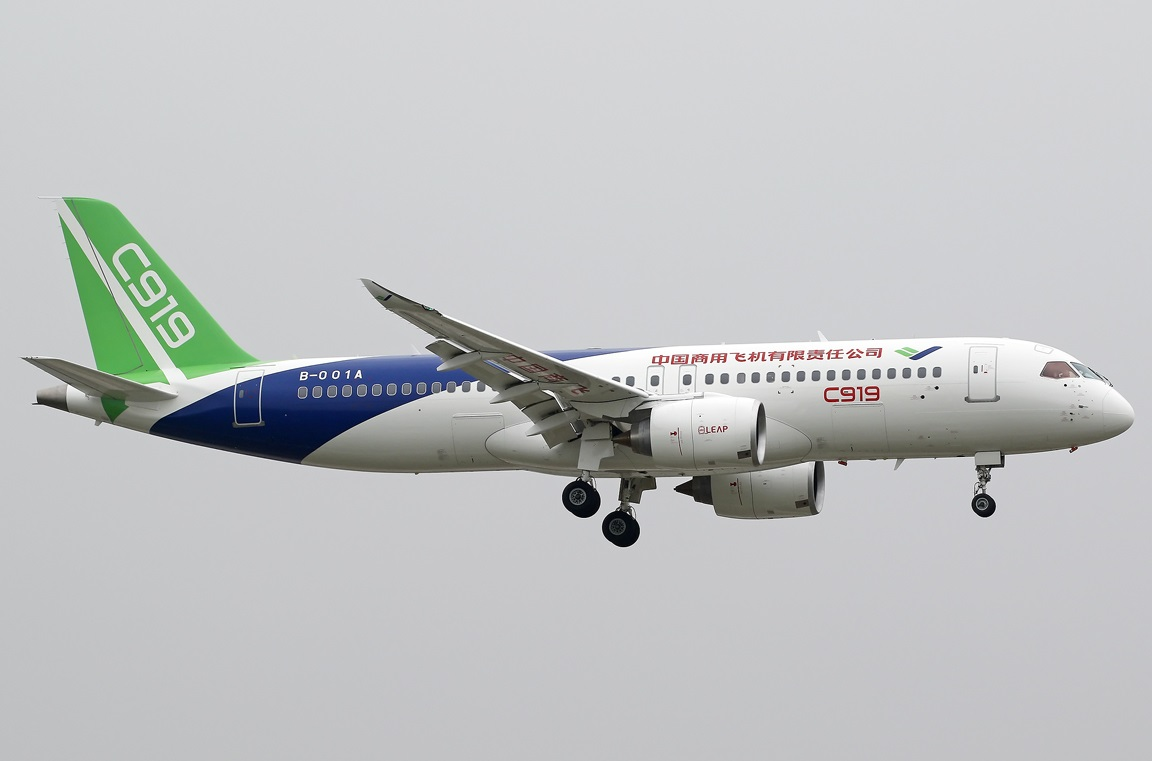
Comac C919

Comac C919 är det första större passagerarflygplanet som är tillverkat i Kina. Flygplanet produceras av Commercial Aircraft Corporation of China Ltd, som förkortas Comac. Det kan ta mellan 158 och 174 passagerare och dess främsta konkurrent är Airbus A320neo . Comac C919 hade sin första kommersiella flygning den 27 maj 2023.